# 佐野真理子
佐野 真理子（さの まりこ、1985年10月3日 - ）は、日本の元女性ファッションモデル。滋賀県栗東市出身。

## 略歴
- 2007年、日中韓三カ国“友好大使”杯国際スーパーモデルコンテストで第3位受賞。その他、友好大使賞と魅力賞も受賞。
- 2008年、旭化成グループキャンペーンモデルに趙思宇とともに選ばれる。

## 人物
- 趣味はネイルアート、器械体操、音楽鑑賞。
- 特技は陸上競技（円盤投）。
- 初めて自身の写真が公に載ったのは、2歳の時の『広報りっとう』1988年6月1日号（当時はまだ市制施行前）の表紙であり、この時は予防接種を受けている写真であった[1]。
- 中学入学当時の身長は150cmなかったが、中学卒業時には170cmを超えていたという[1]。